# Odio i vivi
Odio i vivi è il secondo album da solista del cantante italiano Stefano Rampoldi in arte Edda, già voce del gruppo Ritmo Tribale.

## Descrizione
L'album è stato pubblicato il 28 febbraio 2012. Segue a tre anni di distanza il precedente lavoro Semper Biot (2009).
Il lavoro sul disco è stato avviato nel gennaio 2011. L'album si avvale, come il precedente, della collaborazione di Walter Somà, coautore dei testi, e di Taketo Gohara, produttore artistico. Inoltre viene introdotto l'utilizzo di strumenti elettrici e moderni, a differenza di Semper biot. Gli arrangiamenti orchestrali sono stati curati da Stefano Nanni.
La registrazione dell'album è stata effettuata tra il Noise Factory, il Perpetuum Mobile Studio, ma anche le case o gli studi dei diversi musicisti e infine, in parte, anche presso il Funtana Buddìa Recording studio. Il progetto discografico è stato curato da Fabio Capalbo, Massimo Necchi e Andrea Piccolini.
Il titolo racchiude un senso d'amore per la vita; Edda infatti afferma: "Se muoio rinasco, se rinasco mi tocca vivere, se vivo prima o poi mi ammalo, di sicuro invecchio; per questo ODIO I VIVI, perché muoiono."
Odio i vivi è tra i finalisti del Premio Tenco 2012 nella categoria "Album dell'anno".

## Tracce
1. Emma
2. Anna
3. Odio i vivi
4. Topazio
5. Gionata
6. Marika
7. Il seno
8. Omino nero
9. Qui
10. Tania

## Musicisti
- Stefano Edda Rampoldi - voce, chitarra elettrica
- Francesco Arcuri - concertina, sega musicale, santur, autoharp
- Dario Buccino - lamiere di ferro
- Sebastiano De Gennaro - vibrafono, marimba, percussioni, tamburi
- Josè Fiorilli - hammond
- Gavino Murgia - sax soprano, flauto, duduk
- Mauro "Otto" Ottolini - trombone, tromba, flicorno, susafono, tromba bassa
- Cesare Picco - pianoforte
- Filippo Pedol - contrabbasso
- Alessandro "Asso" Stefana - organi, tampur, chitarre
- Achille Succi - clarinetto basso, sax tenore, clarinetto, flauto traverso, shakuhachi, flautini
- Quartetto EdoDea - Edoardo De Angelis (violino primo), Luca Marziali (violino secondo), Emilio Eria (viola), Alejandro Martinez (violoncello)